# Aleksandr Savtchenkov
Temple de la renommée russe : 2002
Aleksandr Aleksandrovitch Savtchenkov - en russe : Александр Александрович Савченков, et en anglais : Alexander Savchenkov - (né le 30 septembre 1973 à Moscou en URSS) est un joueur professionnel russe de hockey sur glace devenu entraîneur. Il évoluait au poste d'ailier.

## Biographie

### Carrière de joueur
En 1991, il commence sa carrière avec le Kristall Elektrostal dans la Vyschaïa Liga. Avec les Krylia Sovetov, il commence l'année suivante dans le championnat d'URSS. Il part en Amérique du Nord de 1994 à 1996. Il remporte le championnat de Russie 2000 avec le HK Dinamo Moscou. Il met un terme à sa carrière en 2008.

### Carrière internationale
Il a représenté la Russie au niveau international.

## Statistiques

### En club
| Saison    | Équipe                      | Ligue         |    | Saison régulière | Saison régulière | Saison régulière | Saison régulière | Saison régulière |    | Séries éliminatoires | Séries éliminatoires | Séries éliminatoires | Séries éliminatoires | Séries éliminatoires |
| Saison    | Équipe                      | Ligue         | PJ | B                | A                | Pts              | Pun              | PJ               | B  | A                    | Pts                  | Pun                  |                      |                      |
| 1991-1992 | Kristall Elektrostal        | Vyschaïa liga | 2  | 0                | 0                | 0                | 0                |                  |    |                      |                      |                      |                      |                      |
| 1991-1992 | Krylia Sovetov              | URSS          | 6  | 0                | 0                | 0                | 4                |                  |    |                      |                      |                      |                      |                      |
| 1993-1994 | Krylia Sovetov              | Superliga     | 46 | 17               | 2                | 19               | 54               |                  |    |                      |                      |                      |                      |                      |
| 1994-1995 | Krylia Sovetov              | Superliga     | 50 | 11               | 10               | 21               | 26               | --               | -- | --                   | --                   | --                   |                      |                      |
| 1994-1995 | Soviet Wings                | LIH           | 17 | 4                | 2                | 6                | 33               | --               | -- | --                   | --                   | --                   |                      |                      |
| 1995-1996 | Tiger Sharks de Tallahassee | ECHL          | 38 | 15               | 12               | 27               | 30               | --               | -- | --                   | --                   | --                   |                      |                      |
| 1995-1996 | Chiefs de Johnstown         | ECHL          | 16 | 6                | 9                | 15               | 42               | --               | -- | --                   | --                   | --                   |                      |                      |
| 1995-1996 | Grizzlies de l'Utah         | LIH           | 6  | 0                | 0                | 0                | 6                | --               | -- | --                   | --                   | --                   |                      |                      |
| 1996-1997 | Krylia Sovetov              | Superliga     | 35 | 7                | 11               | 18               | 75               |                  |    |                      |                      |                      |                      |                      |
| 1997-1998 | Krylia Sovetov              | Superliga     | 46 | 13               | 5                | 18               | 70               |                  |    |                      |                      |                      |                      |                      |
| 1998-1999 | Krylia Sovetov              | Superliga     | 42 | 11               | 13               | 24               | 88               | --               | -- | --                   | --                   | --                   |                      |                      |
| 1998-1999 | Krylia Sovetov              | Vyschaïa Liga | 8  | 1                | 2                | 3                | 6                |                  |    |                      |                      |                      |                      |                      |
| 1999-2000 | Dinamo Moscou               | Superliga     | 32 | 9                | 6                | 15               | 73               |                  |    |                      |                      |                      |                      |                      |
| 2000-2001 | Dinamo Moscou               | Superliga     | 39 | 10               | 10               | 20               | 76               |                  |    |                      |                      |                      |                      |                      |
| 2001-2002 | Dinamo Moscou               | Superliga     | 44 | 23               | 13               | 36               | 62               |                  |    |                      |                      |                      |                      |                      |
| 2002-2003 | Dinamo Moscou               | Superliga     | 45 | 15               | 16               | 31               | 75               | 5                | 1  | 1                    | 2                    | 6                    |                      |                      |
| 2003-2004 | Dinamo Moscou               | Superliga     | 40 | 7                | 8                | 15               | 83               | 1                | 0  | 0                    | 0                    | 0                    |                      |                      |
| 2004-2005 | Dinamo Moscou               | Superliga     | 21 | 1                | 2                | 3                | 28               | --               | -- | --                   | --                   | --                   |                      |                      |
| 2004-2005 | Metallourg Magnitogorsk     | Superliga     | 11 | 3                | 3                | 6                | 14               | 2                | 1  | 0                    | 1                    | 0                    |                      |                      |
| 2005-2006 | Metallourg Magnitogorsk     | Superliga     | 24 | 2                | 4                | 6                | 28               | 1                | 0  | 0                    | 0                    | 0                    |                      |                      |
| 2006-2007 | Vitiaz Tchekhov             | Superliga     | 44 | 13               | 15               | 28               | 86               | 3                | 0  | 0                    | 0                    | 4                    |                      |                      |
| 2007-2008 | Krylia Sovetov              | Vyschaïa liga | 29 | 11               | 10               | 21               | 71               |                  |    |                      |                      |                      |                      |                      |

### En équipe nationale
| Année | Compétition          |   | PJ | B | A | Pts | Pun               |  | Résultat |
| 2002  | Championnat du monde | 2 | 0  | 0 | 0 | 2   | Médaille d'argent |  |          |